# Ailau (Ort, Suro-Craic)
Ailau ist eine osttimoresische Siedlung im Suco Suro-Craic (Verwaltungsamt Ainaro, Gemeinde Ainaro).

## Geographie und Einrichtungen
Das Dorf Ailau liegt an der Nordgrenze der Aldeia Ailau in einer Meereshöhe von 478 m, an der Straße, die die Aldeia von Nord nach Süd durchquert. Nördlich schließt sich Suro-Craic, der Hauptort des Sucos an. Nach Osten führt eine Straße über den Fluss Belulik nach Raibere im Suco Leolima (Verwaltungsamt Hato-Udo). Westlich fließt der Buronuno, ein Nebenfluss des Beluliks.
In Ailau befindet sich eine Grundschule.